# Villem Grünthal-Ridala
Pour les articles homonymes, voir Grünthal.
Villem Grünthal-Ridala (né le 30 mai 1885 à Kuivastu - mort le 16 janvier 1942 à Helsinki) est un poète, traducteur et chercheur estonien.

## Biographie
À partir de 1905, il étudie la littérature finnoise à l'université d'Helsinki pour obtenir sa thèse de doctorat en 1911.
De 1910 à 1919, Villem Grünthal-Ridala est professeur à l'université de Tartu. 
De 1910 à 1914,  il publie la revue Eesti Kirjandus et de 1914 à 1916, Üliõpilaste leht.
De 1923 à la fin de sa vie, Villem Grünthal-Ridala est professeur d'estonien et de  littérature à l'université d'Helsinki.

## Ouvrages
- "Villem Grünthali laulud" (1908)
- "Kauged rannad" (1914)
- "Ungru krahv ehk Näckmansgrund"  (1915)
- "Merineitsit" (1918)
- "Saarnak" (1918)
- "Toomas ja Mai" (1924)
- "Tuules ja tormis" (1927)
- "Sinine kari" (1930)
- "Meretäht" (1935)
- "Laulud ja kauged rannad" (1938)
- "Väike luuleraamat" (1969)
- "Valitud värsid" (1986)
- "Püha Rist" (2005;  (ISBN 9949-13-275-4))